# Л-6 (класс гоночных яхт)
Класс парусных яхт Л-6 — советский национальный класс крейсерских гоночных яхт.  Проект был разработан ленинградским конструктором А. П. Киселевым. Изготавливались на Ленинградской экспериментальной судоверфи ВЦСПС, СССР с 1963 года. В настоящее время основное количество яхт находится в Санкт-Петербурге; имеются яхты класса Л-6 в других городах России, на Украине, в Эстонии, Латвии, Болгарии и Финляндии.

## Конструкция
Парусная яхта класса «Л-6» является крейсерской гоночной яхтой национального класса с парусным вооружением «бермудский шлюп».

Основные данные:

Тип корпуса — килевой, классический

Тип парусного вооружения — бермудский шлюп 3/4

Длина, max — 12,35 м

Длина по ватерлинии — 8,40 м

Ширина, max — 2,80 м

Высота надводного борта — 0,80 м

Осадка — 1,80 м

Водоизмещение — 6,70 — 7,00 т

Площадь парусности — 60,0  м²

Корпус яхты имеет «классическую» форму с длинными носовым и кормовым свесами. Фальшкиль чугунный весом около 3 тонн. Набор корпуса дубовый, клееный. Шпангоуты дубовые гнутые клееные. Обшивка из сосновых реек. На некоторых яхтах для обшивки корпуса применялись канадский кедр или красное дерево.

Палуба фанерная на цельных сосновых бимсах. Усиленные бимсы, обычно, клееные.

Надстройка, обычно, изготавливалась из ясеня. На некоторых яхтах — из дуба.

Кокпит самоотливной

Мачта и гик. При изготовлении на верфи яхта снабжалась сосновыми клееными мачтой и гиком. В последующем, силами экипажей, на некоторых яхтах мачты и гики были заменены на металлические (алюминиевый сплав).

Гоночный экипаж — 6 — 8 человек.

## История класса[1]
Исторически, класс "Л-6" является развитием еще довоенного класса "Л-60" яхты которого строились по формуле, предложенной Н.Ю. Людевигом. Своим появлением класс "Л-6" обязан изменению формулы "Л" в 1958г. Яхты строились на Ленинградской верфи ВЦСПС. За время производства проект яхты несколько раз модернизировался - получал транец обратного наклона, другую форму и размеры надстройки, увеличение высоты борта, изменение вооружения. Дальнейшим развитием класса можно считать яхты, построенные по проектам "Варяг", "Былина" и  "Алькор".
Ассоциация класса Л-6 ежегодно проводит «100-мильную гонку» в Финском заливе.